# Собор Святых Патрика и Колмана (Ньюри)
Собор Святых Патрика и Колмана (англ. Cathedral of Saint Patrick and Saint Colman), также известный как Собор Ньюри — католический собор епархии Дромора. Находится в городе Ньюри в графстве Даун, Северная Ирландия. Памятник архитектуры класса А.

## История

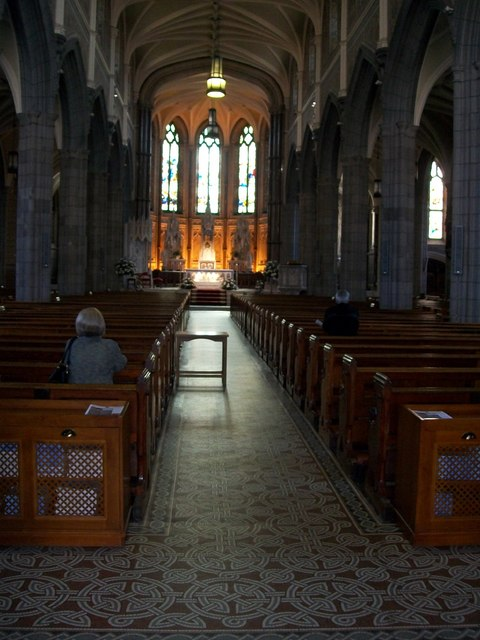
Интерьер собора Ньюри

Старый собор Дромора, конфискованный протестантами, был сожжен ирландскими повстанцами в 1641 году и восстановлен епископом Джереми Тейлором двадцать лет спустя. Католическая церковь была возведена позже. В 1750 году кафедральный собор был переведён в Ньюри, крупнейший город графства Даун, расположенный на Карлингфорд-Лох.
Гранитный собор Ньюри, освящённый во имя Святых Патрика и Колмана, был спроектирован величайшим местным архитектором Томасом Даффом. Работы начались в 1825 году, а уже четыре года спустя было завершено основное здание храма. Это был первый католический собор в Ирландии, открытый после католической эмансипации.
Работы по расширению и украшению собора продолжались в конце XIX и начале XX веков. Башня и трансепт были добавлены в 1888 году, а неф расширен в 1904 году под руководством епископа Генри О’Нила.